# Hyphessobrycon savagei
Hyphessobrycon savagei är en fiskart som beskrevs av Bussing, 1967. Hyphessobrycon savagei ingår i släktet Hyphessobrycon och familjen Characidae. Inga underarter finns listade i Catalogue of Life.